# Usilje

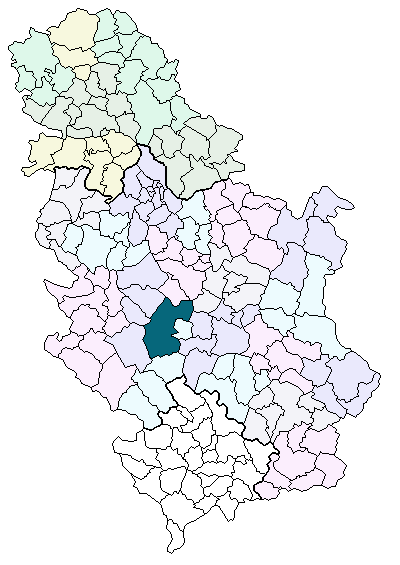
Situation de la municipalité de Kraljevo en Serbie

Usilje, en serbe cyrillique Усиље, est un village de Serbie situé dans la municipalité de Kraljevo, district de Raška.

Usilje est situé sur les bords de la Studenica.